# Первый дивизион чемпионата мира по хоккею с шайбой 2019
Чемпионат мира по хоккею с шайбой 2019 года в I-м дивизионе — спортивное соревнование по хоккею с шайбой под эгидой ИИХФ, которое прошло с 29 апреля по 5 мая в Нур-Султане (Казахстан) и с 28 апреля по 4 мая в Таллине (Эстония).

## Регламент
- По итогам турнира в группе А: команды, занявшие первое и второе места получат право играть в ТОП-дивизионе чемпионата мира 2020 года, а команда, которая займёт последнее место, перейдёт в группу B первого дивизиона чемпионата мира 2020 года.
- По итогам турнира в группе B команда, которая займёт первое место, получит право играть в 2020 году в группе А, а команда, которая займёт последнее место, перейдёт в группу A второго дивизиона чемпионата мира 2020 года.

## Итоги
Группа A
- Казахстан перешёл в Топ-дивизион чемпионата мира 2020.
- Беларусь перешла в Топ-дивизион чемпионата мира 2020.
- Литва перешла в группу В первого дивизиона 2020 года.

Группа B
- Румыния вышла в группу А первого дивизиона 2020 года.
- Нидерланды перешли в группу A второго дивизиона 2020 года.

## Арены
| Казахстан           |                   | Эстония |
| Нур-Султан          | Таллин            |         |
| Барыс-Арена         | Тондираба         |         |
| Вместимость: 12 000 | Вместимость: 5840 |         |
|                     |                   |         |

## Участвующие команды
В чемпионате приняли участие 12 национальных команд — девять из Европы и три из Азии. Сборная Белоруссии и сборная Южной Кореи пришли из ТОП-дивизиона, сборная Нидерландов пришла из второго дивизиона, остальные — с прошлогоднего турнира первого дивизиона.

### Группа А
| Сборная          | Квалификация                                                                 |
| ---------------- | ---------------------------------------------------------------------------- |
| Беларусь         | Заняла 8-е место в группе A топ-дивизиона и вылетела оттуда в 2018 году      |
| Республика Корея | Заняла 8-е место в группе B топ-дивизиона и вылетела оттуда в 2018 году      |
| Казахстан        | Хозяева, заняла 3-е место в группе A первого дивизиона в прошлом году        |
| Венгрия          | Заняла 4-е место в группе A первого дивизиона в прошлом году                 |
| Словения         | Заняла 5-е место в группе A первого дивизиона в прошлом году                 |
| Литва            | Заняла 1-е место в группе B первого дивизиона и поднялась оттуда в 2018 году |

### Группа В
| Сборная    | Квалификация                                                                 |
| ---------- | ---------------------------------------------------------------------------- |
| Польша     | Заняла 6-е место в группе А первого дивизиона и вылетела оттуда в 2018 году  |
| Япония     | Заняла 2-е место в группе B первого дивизиона в прошлом году                 |
| Эстония    | Хозяева, заняла 3-е место в группе B первого дивизиона в прошлом году        |
| Украина    | Заняла 4-е место в группе B первого дивизиона в прошлом году                 |
| Румыния    | Заняла 5-е место в группе B первого дивизиона в прошлом году                 |
| Нидерланды | Заняла 1-е место в группе А второго дивизиона и поднялась оттуда в 2018 году |

## Группа А

### Судьи
В группе А первого дивизиона приняли участие 7 главных и 7 линейных судей.
| Главные судьи - Александр Гарон (GARON Alexandre) - Рой Стиан Хансен (HANSEN Roy Stian) - Кристоффер Хольм (HOLM Christoffer) - Юрий Оскирко (OSKIRKO Yuriy) - Робин Шир (SIR Robin) - Кристиан Викман (VIKMAN Kristian) - Марк Виганд (WIEGAND Marc) | Линейные судьи - Николя Константино (CONSTANTINEAU Nicolas) - Маркус Хегерстрём (HÄGERSTRÖM Markus) - Фредерик Моннайе (MONNAIE Frederic) - Тобиас Нордландер (NORDLANDER Tobias) - Пак Чон Су (PARK Jun Soo) - Роман Вылета (VYLETA Roman) - Александр Валдейер (WALDEJER Alexander) |

### Таблица
|  | Команда, выходящая в ТОП-дивизион чемпионата мира 2020 года                 |
|  | Команда, переходящая в группу B первого дивизиона чемпионата мира 2020 года |

| М | Сборная          | И | В | ВО | ПО | П | ШЗ | ШП | РШ  | О  |
| - | ---------------- | - | - | -- | -- | - | -- | -- | --- | -- |
| 1 | Казахстан        | 5 | 4 | 1  | 0  | 0 | 16 | 7  | +9  | 14 |
| 2 | Беларусь         | 5 | 3 | 0  | 1  | 1 | 14 | 12 | +2  | 10 |
| 3 | Республика Корея | 5 | 3 | 0  | 0  | 2 | 16 | 11 | +5  | 9  |
| 4 | Словения         | 5 | 2 | 0  | 0  | 3 | 21 | 12 | +9  | 6  |
| 5 | Венгрия          | 5 | 1 | 0  | 0  | 4 | 7  | 18 | −11 | 3  |
| 6 | Литва            | 5 | 1 | 0  | 0  | 4 | 7  | 21 | −14 | 3  |

### Результаты
Время местное (UTC+6).
| 29 апреля 2019 12:30 | Венгрия | 1 : 5 (1:1, 0:2, 0:2) | Республика Корея | Барыс Арена, Нур-Султан Зрителей: 922 |

| Отчёт                                    | Отчёт                             | Отчёт | Отчёт       | Отчёт                                                                                        |
| ---------------------------------------- | --------------------------------- | --- | ----------- | -------------------------------------------------------------------------------------------- |
|                                          |                                   | |             |                                                                                              |
|                                          | Бенце Балиж                       | Вратари | Мэтт Далтон | Судьи: Александр Гарон Рой Стиан Хансен Линейные судьи: Николя Константино Маркус Хегерстрём |
|                                          | Голы:                             | |             | Судьи: Александр Гарон Рой Стиан Хансен Линейные судьи: Николя Константино Маркус Хегерстрём |
| Янош Хари — 15:46 (В. Галло, Б. Штипшиц) | 0 : 1 : 1 1 : 2 1 : 3 1 : 4 1 : 5 | 15:01 — Син Сан Хун 21:42 — Ан Чин Ху (Ким Сан Вук, Ким Ки Сун) 28:06 (бол.) — Ким Сан Вук (Чон Юн Ву, Ан Чин Ху) 48:48 — Ким Ки Сун (Ким Сан Вук, Ан Чин Ху) 49:29 — Ким Сан Вук (Ан Чин Ху) |             | Судьи: Александр Гарон Рой Стиан Хансен Линейные судьи: Николя Константино Маркус Хегерстрём |
|                                          |                                   | |             | Судьи: Александр Гарон Рой Стиан Хансен Линейные судьи: Николя Константино Маркус Хегерстрём |
|                                          |                                   | |             | Судьи: Александр Гарон Рой Стиан Хансен Линейные судьи: Николя Константино Маркус Хегерстрём |
|                                          |                                   | |             | Судьи: Александр Гарон Рой Стиан Хансен Линейные судьи: Николя Константино Маркус Хегерстрём |
| 20 мин                                   | Штраф                             | 8 мин |             | Судьи: Александр Гарон Рой Стиан Хансен Линейные судьи: Николя Константино Маркус Хегерстрём |
|                                          |                                   | |             |                                                                                              |
|                                          | 37                                | Броски | 28          |                                                                                              |

| 29 апреля 2019 16:00 | Литва | 3 : 4 (2:3, 0:0, 1:1) | Беларусь | Барыс Арена, Нур-Султан Зрителей: 625 |

| Отчёт | Отчёт                                   | Отчёт | Отчёт             | Отчёт                                                                                   |
| --- | --------------------------------------- | --- | ----------------- | --------------------------------------------------------------------------------------- |
| |                                         | |                   |                                                                                         |
| | Мантас Армалис                          | Вратари | Дмитрий Мильчаков | Судьи: Кристоффер Хольм Юрий Оскирко Линейные судьи: Фредерик Моннайе Тобиас Нордландер |
| | Голы:                                   | |                   | Судьи: Кристоффер Хольм Юрий Оскирко Линейные судьи: Фредерик Моннайе Тобиас Нордландер |
| Даниэль Богдзюль — 02:52 (мен.) Дайнюс Зубрус — 08:23 (Э. Кракаускас, Д. Богдзюль) Паулюс Гинтаутас — 52:34 (И. Четвертак, У. Чижас) | 1 : 0 2 : 0 2 : 1 2 : 2 : 3 2 : 4 3 : 4 | 08:51 — Станислав Лопачук 15:52 — Сергей Малявко (А. Малявко) 16:35 — Джефф Платт (Е. Ковыршин) 43:00 — Никита Феоктистов (Е. Лисовец, Н. Бэйлен) |                   | Судьи: Кристоффер Хольм Юрий Оскирко Линейные судьи: Фредерик Моннайе Тобиас Нордландер |
| |                                         | |                   | Судьи: Кристоффер Хольм Юрий Оскирко Линейные судьи: Фредерик Моннайе Тобиас Нордландер |
| |                                         | |                   | Судьи: Кристоффер Хольм Юрий Оскирко Линейные судьи: Фредерик Моннайе Тобиас Нордландер |
| |                                         | |                   | Судьи: Кристоффер Хольм Юрий Оскирко Линейные судьи: Фредерик Моннайе Тобиас Нордландер |
| 4 мин | Штраф                                   | 2 мин |                   | Судьи: Кристоффер Хольм Юрий Оскирко Линейные судьи: Фредерик Моннайе Тобиас Нордландер |
| |                                         | |                   |                                                                                         |
| | 13                                      | Броски | 39                |                                                                                         |

| 29 апреля 2019 20:00 | Словения | 2 : 3 (0:3, 2:0, 0:0) | Казахстан | Барыс Арена, Нур-Султан Зрителей: 7923 |

| Отчёт                                                                                     | Отчёт                         | Отчёт | Отчёт           | Отчёт                                                                            |
| ----------------------------------------------------------------------------------------- | ----------------------------- | --- | --------------- | -------------------------------------------------------------------------------- |
|                                                                                           |                               | |                 |                                                                                  |
|                                                                                           | Матия Пинтарич                | Вратари | Хенрик Карлссон | Судьи: Робин Шир Кристиан Викман Линейные судьи: Роман Вылета Александр Валдейер |
|                                                                                           | Голы:                         | |                 | Судьи: Робин Шир Кристиан Викман Линейные судьи: Роман Вылета Александр Валдейер |
| Анже Куралт — 37:03 (К. Ограеншек) Давид Родман — 38:24 (бол.) (А. Копитар, М. Подлипник) | 0 : 1 0 : 2 0 : 3 1 : 3 2 : 3 | 03:54 (бол.) — Никита Михайлис (Д. Диц, М. Сен-Пьер) 09:45 — Антон Некряч 15:09 (бол.) — Никита Михайлис (Д. Бойд, Д. Диц) |                 | Судьи: Робин Шир Кристиан Викман Линейные судьи: Роман Вылета Александр Валдейер |
|                                                                                           |                               | |                 | Судьи: Робин Шир Кристиан Викман Линейные судьи: Роман Вылета Александр Валдейер |
|                                                                                           |                               | |                 | Судьи: Робин Шир Кристиан Викман Линейные судьи: Роман Вылета Александр Валдейер |
|                                                                                           |                               | |                 | Судьи: Робин Шир Кристиан Викман Линейные судьи: Роман Вылета Александр Валдейер |
| 10 мин                                                                                    | Штраф                         | 4 мин |                 | Судьи: Робин Шир Кристиан Викман Линейные судьи: Роман Вылета Александр Валдейер |
|                                                                                           |                               | |                 |                                                                                  |
|                                                                                           | 23                            | Броски | 34              |                                                                                  |

| 30 апреля 2019 16:00 | Республика Корея | 5 : 3 (1:3, 3:0, 1:0) | Словения | Барыс Арена, Нур-Султан Зрителей: 780 |

| Отчёт | Отчёт                                         | Отчёт | Отчёт          | Отчёт                                                                                 |
| --- | --------------------------------------------- | --- | -------------- | ------------------------------------------------------------------------------------- |
| |                                               | |                |                                                                                       |
| | Мэтт Далтон                                   | Вратари | Матия Пинтарич | Судьи: Кристофер Хольм Марк Виганд Линейные судьи: Фредерик Моннайе Тобиас Нордландер |
| | Голы:                                         | |                | Судьи: Кристофер Хольм Марк Виганд Линейные судьи: Фредерик Моннайе Тобиас Нордландер |
| Ким Ки Сун — 04:35 (Ким Сан Вук) Ким Вон Юн — 27:40 (Пак Чин Кю, Чон Чун Ву) Ким Сан Вук — 29:32 (бол.) (Ким Ки Сун) Ким Хён Су — 30:08 (Ли Ён Юн, Ким Вон Юн) Син Сан Хун — 59:22 (п.в.) (А. Плант) | 1 : 0 1 : 1 : 2 1 : 3 2 : 3 3 : 3 4 : 3 5 : 3 | 08:32 (бол.) — Давид Родман (А. Копитар, М. Подлипник) 12:05 (бол.) — Кен Ограеншек (Б. Грегорц, А. Маговац) 16:03 — Роберт Саболич (Д. Родман, А. Копитар) |                | Судьи: Кристофер Хольм Марк Виганд Линейные судьи: Фредерик Моннайе Тобиас Нордландер |
| |                                               | |                | Судьи: Кристофер Хольм Марк Виганд Линейные судьи: Фредерик Моннайе Тобиас Нордландер |
| |                                               | |                | Судьи: Кристофер Хольм Марк Виганд Линейные судьи: Фредерик Моннайе Тобиас Нордландер |
| |                                               | |                | Судьи: Кристофер Хольм Марк Виганд Линейные судьи: Фредерик Моннайе Тобиас Нордландер |
| 12 мин | Штраф                                         | 4 мин |                | Судьи: Кристофер Хольм Марк Виганд Линейные судьи: Фредерик Моннайе Тобиас Нордландер |
| |                                               | |                |                                                                                       |
| | 24                                            | Броски | 44             |                                                                                       |

| 30 апреля 2019 19:30 | Беларусь | 3 : 1 (1:0, 1:0, 1:1) | Венгрия | Барыс Арена, Нур-Султан Зрителей: 648 |

| Отчёт | Отчёт                   | Отчёт                                             | Отчёт    | Отчёт                                                                    |
| --- | ----------------------- | ------------------------------------------------- | -------- | ------------------------------------------------------------------------ |
| |                         |                                                   |          |                                                                          |
| | Дмитрий Мильчаков       | Вратари                                           | Адам Ваи | Судьи: Робин Шир Кристиан Викман Линейные судьи: Пак Чон Су Роман Вылета |
| | Голы:                   |                                                   |          | Судьи: Робин Шир Кристиан Викман Линейные судьи: Пак Чон Су Роман Вылета |
| Никита Феоктистов — 04:32 (А. Китаров, Д. Бокун) Евгений Лисовец — 29:49 (Дж. Платт, Е. Ковыршин) Джефф Платт — 45:29 (бол.) (Н. Бэйлен, А. Демков) | 1 : 0 2 : 0 3 : 0 3 : 1 | 54:31 (бол.) — Вильмош Галло (Я. Ваш, Б. Штипшиц) |          | Судьи: Робин Шир Кристиан Викман Линейные судьи: Пак Чон Су Роман Вылета |
| |                         |                                                   |          | Судьи: Робин Шир Кристиан Викман Линейные судьи: Пак Чон Су Роман Вылета |
| |                         |                                                   |          | Судьи: Робин Шир Кристиан Викман Линейные судьи: Пак Чон Су Роман Вылета |
| |                         |                                                   |          | Судьи: Робин Шир Кристиан Викман Линейные судьи: Пак Чон Су Роман Вылета |
| 8 мин | Штраф                   | 4 мин                                             |          | Судьи: Робин Шир Кристиан Викман Линейные судьи: Пак Чон Су Роман Вылета |
| |                         |                                                   |          |                                                                          |
| | 29                      | Броски                                            | 30       |                                                                          |

| 1 мая 2019 16:30 | Казахстан | 3 : 1 (1:0, 1:0, 1:1) | Литва | Барыс Арена, Нур-Султан Зрителей: 7265 |

| Отчёт | Отчёт                   | Отчёт                                            | Отчёт          | Отчёт                                                                                   |
| --- | ----------------------- | ------------------------------------------------ | -------------- | --------------------------------------------------------------------------------------- |
| |                         |                                                  |                |                                                                                         |
| | Хенрик Карлссон         | Вратари                                          | Лауринас Лубис | Судьи: Александр Гарон Марк Виганд Линейные судьи: Маркус Хегерстрём Александр Валдейер |
| | Голы:                   |                                                  |                | Судьи: Александр Гарон Марк Виганд Линейные судьи: Маркус Хегерстрём Александр Валдейер |
| Дастин Бойд — 10:13 (бол.) (Б. Боченски, А. Сагадеев) Никита Клещенко — 31:21 (А. Сагадеев, Б. Боченски) Даррен Диц — 59:21 (бол.) (Л. Метальников, Х. Карлссон) | 1 : 0 2 : 0 2 : 1 3 : 1 | 41:25 — Арвидас Домейка (И. Четвертак, У. Чижас) |                | Судьи: Александр Гарон Марк Виганд Линейные судьи: Маркус Хегерстрём Александр Валдейер |
| |                         |                                                  |                | Судьи: Александр Гарон Марк Виганд Линейные судьи: Маркус Хегерстрём Александр Валдейер |
| |                         |                                                  |                | Судьи: Александр Гарон Марк Виганд Линейные судьи: Маркус Хегерстрём Александр Валдейер |
| |                         |                                                  |                | Судьи: Александр Гарон Марк Виганд Линейные судьи: Маркус Хегерстрём Александр Валдейер |
| 0 мин | Штраф                   | 6 мин                                            |                | Судьи: Александр Гарон Марк Виганд Линейные судьи: Маркус Хегерстрём Александр Валдейер |
| |                         |                                                  |                |                                                                                         |
| | 40                      | Броски                                           | 13             |                                                                                         |

| 2 мая 2019 12:30 | Литва | 1 : 4 (1:2, 0:2, 0:0) | Венгрия | Барыс Арена, Нур-Султан Зрителей: 513 |

| Отчёт                                       | Отчёт                         | Отчёт | Отчёт    | Отчёт                                                                                       |
| ------------------------------------------- | ----------------------------- | --- | -------- | ------------------------------------------------------------------------------------------- |
|                                             |                               | |          |                                                                                             |
|                                             | Мантас Армалис                | Вратари | Адам Ваи | Судьи: Рой Стиан Хансен Кристоффер Хольм Линейные судьи: Фредерик Моннайе Тобиас Нордландер |
|                                             | Голы:                         | |          | Судьи: Рой Стиан Хансен Кристоффер Хольм Линейные судьи: Фредерик Моннайе Тобиас Нордландер |
| Тадас Кумеляускас — 18:59 (бол.) (А. Босас) | 0 : 1 0 : 2 1 : 2 1 : 3 1 : 4 | 08:42 — Иштван Барталиш (К. Надь, Б. Штипшиц) 15:26 — Иштван Барталиш (Б. Шираньи, К. Уирс) 26:14 (бол.) — Шанад Эрдели (Я.Ваш, Я. Хари) 36:04 — Иштван Шофрон (И. Барталиш) |          | Судьи: Рой Стиан Хансен Кристоффер Хольм Линейные судьи: Фредерик Моннайе Тобиас Нордландер |
|                                             |                               | |          | Судьи: Рой Стиан Хансен Кристоффер Хольм Линейные судьи: Фредерик Моннайе Тобиас Нордландер |
|                                             |                               | |          | Судьи: Рой Стиан Хансен Кристоффер Хольм Линейные судьи: Фредерик Моннайе Тобиас Нордландер |
|                                             |                               | |          | Судьи: Рой Стиан Хансен Кристоффер Хольм Линейные судьи: Фредерик Моннайе Тобиас Нордландер |
| 4 мин                                       | Штраф                         | 31 мин |          | Судьи: Рой Стиан Хансен Кристоффер Хольм Линейные судьи: Фредерик Моннайе Тобиас Нордландер |
|                                             |                               | |          |                                                                                             |
|                                             | 24                            | Броски | 41       |                                                                                             |

| 2 мая 2019 16:00 | Беларусь | 4 : 1 (1:0, 0:0, 3:1) | Словения | Барыс Арена, Нур-Султан Зрителей: 555 |

| Отчёт | Отчёт                         | Отчёт                              | Отчёт        | Отчёт                                                                           |
| --- | ----------------------------- | ---------------------------------- | ------------ | ------------------------------------------------------------------------------- |
| |                               |                                    |              |                                                                                 |
| | Дмитрий Мильчаков             | Вратари                            | Лука Грачнар | Судьи: Александр Гарон Марк Виганд Линейные судьи: Маркус Хегерстрём Пак Чон Су |
| | Голы:                         |                                    |              | Судьи: Александр Гарон Марк Виганд Линейные судьи: Маркус Хегерстрём Пак Чон Су |
| Егор Шарангович — 03:24 (бол.) (Е. Лисовец, А. Кислый) Олег Евенко — 45:42 (Дж. Платт, Е. Ковыршин) Джефф Платт — 49:12 (А. Демков, Е. Ковыршин) Артём Демков — 58:49 (п.в.) | 1 : 0 1 : 1 2 : 1 3 : 1 4 : 1 | 43:40 — Роберт Саболич (Д. Родман) |              | Судьи: Александр Гарон Марк Виганд Линейные судьи: Маркус Хегерстрём Пак Чон Су |
| |                               |                                    |              | Судьи: Александр Гарон Марк Виганд Линейные судьи: Маркус Хегерстрём Пак Чон Су |
| |                               |                                    |              | Судьи: Александр Гарон Марк Виганд Линейные судьи: Маркус Хегерстрём Пак Чон Су |
| |                               |                                    |              | Судьи: Александр Гарон Марк Виганд Линейные судьи: Маркус Хегерстрём Пак Чон Су |
| 12 мин | Штраф                         | 6 мин                              |              | Судьи: Александр Гарон Марк Виганд Линейные судьи: Маркус Хегерстрём Пак Чон Су |
| |                               |                                    |              |                                                                                 |
| | 31                            | Броски                             | 21           |                                                                                 |

| 2 мая 2019 19:30 | Республика Корея | 1 : 4 (0:2, 0:1, 1:1) | Казахстан | Барыс Арена, Нур-Султан Зрителей: 5766 |

| Отчёт                                      | Отчёт                         | Отчёт | Отчёт           | Отчёт                                                                               |
| ------------------------------------------ | ----------------------------- | --- | --------------- | ----------------------------------------------------------------------------------- |
|                                            |                               | |                 |                                                                                     |
|                                            | Мэтт Далтон                   | Вратари | Хенрик Карлссон | Судьи: Юрий Оскирко Кристиан Викман Линейные судьи: Николя Константино Роман Вылета |
|                                            | Голы:                         | |                 | Судьи: Юрий Оскирко Кристиан Викман Линейные судьи: Николя Константино Роман Вылета |
| Шин Сан Ву — 50:13 (Ким Хён Су, Чо Мин Хо) | 0 : 1 0 : 2 0 : 3 1 : 3 1 : 4 | 03:57 — Павел Акользин (А. Маклюков, Л. Метальников) 16:46 — Леонид Метальников (Н. Михайлис, Б. Боченски) 29:45 — Дмитрий Шевченко (Т. Жайлауов, Д. Диц) 52:30 — Никита Клещенко (Н. Михайлис, М. Сен-Пьер) |                 | Судьи: Юрий Оскирко Кристиан Викман Линейные судьи: Николя Константино Роман Вылета |
|                                            |                               | |                 | Судьи: Юрий Оскирко Кристиан Викман Линейные судьи: Николя Константино Роман Вылета |
|                                            |                               | |                 | Судьи: Юрий Оскирко Кристиан Викман Линейные судьи: Николя Константино Роман Вылета |
|                                            |                               | |                 | Судьи: Юрий Оскирко Кристиан Викман Линейные судьи: Николя Константино Роман Вылета |
| 4 мин                                      | Штраф                         | 6 мин |                 | Судьи: Юрий Оскирко Кристиан Викман Линейные судьи: Николя Константино Роман Вылета |
|                                            |                               | |                 |                                                                                     |
|                                            | 18                            | Броски | 39              |                                                                                     |

| 3 мая 2019 19:30 | Венгрия | 0 : 6 (0:1, 0:3, 0:2) | Словения | Барыс Арена, Нур-Султан Зрителей: 1012 |

| Отчёт | Отчёт                               | Отчёт | Отчёт        | Отчёт                                                                              |
| ----- | ----------------------------------- | --- | ------------ | ---------------------------------------------------------------------------------- |
|       |                                     | |              |                                                                                    |
|       | Адам Ваи Бенце Балиж                | Вратари | Лука Грачнар | Судьи: Рой Стиан Хансен Юрий Оскирко Линейные судьи: Николя Константино Пак Чон Су |
|       | Голы:                               | |              | Судьи: Рой Стиан Хансен Юрий Оскирко Линейные судьи: Николя Константино Пак Чон Су |
|       | 0 : 1 0 : 2 0 : 3 0 : 4 0 : 5 0 : 6 | 13:57 — Миха Штебих (Я. Дрозг, Б. Голичич) 20:59 (бол.) — Ян Дрозг (Р. Саболич, А. Копитар) 23:16 — Ян Дрозг (М. Зайц, Б. Голичич) 30:22 — Анже Куралт (А. Маговац) 54:11 — Анже Копитар (Д. Родман) 58:33 (мен.) — Андрей Хебар (Ж. Панце) |              | Судьи: Рой Стиан Хансен Юрий Оскирко Линейные судьи: Николя Константино Пак Чон Су |
|       |                                     | |              | Судьи: Рой Стиан Хансен Юрий Оскирко Линейные судьи: Николя Константино Пак Чон Су |
|       |                                     | |              | Судьи: Рой Стиан Хансен Юрий Оскирко Линейные судьи: Николя Константино Пак Чон Су |
|       |                                     | |              | Судьи: Рой Стиан Хансен Юрий Оскирко Линейные судьи: Николя Константино Пак Чон Су |
| 6 мин | Штраф                               | 6 мин |              | Судьи: Рой Стиан Хансен Юрий Оскирко Линейные судьи: Николя Константино Пак Чон Су |
|       |                                     | |              |                                                                                    |
|       | 25                                  | Броски | 34           |                                                                                    |

| 4 мая 2019 14:00 | Республика Корея | 1 : 2 (0:1, 0:0, 1:1) | Литва | Барыс Арена, Нур-Султан Зрителей: 321 |

| Отчёт                                       | Отчёт           | Отчёт                                                                                            | Отчёт          | Отчёт                                                                                   |
| ------------------------------------------- | --------------- | ------------------------------------------------------------------------------------------------ | -------------- | --------------------------------------------------------------------------------------- |
|                                             |                 |                                                                                                  |                |                                                                                         |
|                                             | Мэтт Далтон     | Вратари                                                                                          | Мантас Армалис | Судьи: Кристоффер Хольм Кристиан Викман Линейные судьи: Роман Вылета Александр Валдейер |
|                                             | Голы:           |                                                                                                  |                | Судьи: Кристоффер Хольм Кристиан Викман Линейные судьи: Роман Вылета Александр Валдейер |
| Ким Сан Вук — 42:26 (Ким Ки Сун, Ли Дон Ку) | 0 : 1 : 1 1 : 2 | 13:16 (бол.) — Тадас Кумеляускас (Н. Алишаускас, А. Босас) 49:32 — Паулюс Гинтаутас (А. Катулис) |                | Судьи: Кристоффер Хольм Кристиан Викман Линейные судьи: Роман Вылета Александр Валдейер |
|                                             |                 |                                                                                                  |                | Судьи: Кристоффер Хольм Кристиан Викман Линейные судьи: Роман Вылета Александр Валдейер |
|                                             |                 |                                                                                                  |                | Судьи: Кристоффер Хольм Кристиан Викман Линейные судьи: Роман Вылета Александр Валдейер |
|                                             |                 |                                                                                                  |                | Судьи: Кристоффер Хольм Кристиан Викман Линейные судьи: Роман Вылета Александр Валдейер |
| 4 мин                                       | Штраф           | 4 мин                                                                                            |                | Судьи: Кристоффер Хольм Кристиан Викман Линейные судьи: Роман Вылета Александр Валдейер |
|                                             |                 |                                                                                                  |                |                                                                                         |
|                                             | 35              | Броски                                                                                           | 24             |                                                                                         |

| 4 мая 2019 17:30 | Казахстан | 3 : 2 (ОТ) (2:0, 0:1, 0:1, 1:0) | Беларусь | Барыс Арена, Нур-Султан Зрителей: 7418 |

| Отчёт | Отчёт                         | Отчёт                                                                              | Отчёт             | Отчёт                                                                                |
| --- | ----------------------------- | ---------------------------------------------------------------------------------- | ----------------- | ------------------------------------------------------------------------------------ |
| |                               |                                                                                    |                   |                                                                                      |
| | Хенрик Карлссон               | Вратари                                                                            | Дмитрий Мильчаков | Судьи: Александр Гарон Робин Шир Линейные судьи: Николя Константино Фредерик Моннайе |
| | Голы:                         |                                                                                    |                   | Судьи: Александр Гарон Робин Шир Линейные судьи: Николя Константино Фредерик Моннайе |
| Никита Михайлис — 08:36 (М. Сен-Пьер, Б. Боченски) Талгат Жайлауов — 15:12 (Е. Рымарев) Аркадий Шестаков — 63:42 (А. Асетов, Л. Метальников) | 1 : 0 2 : 0 2 : 1 2 : 2 3 : 2 | 26:49 — Артём Демков (Дж. Платт) 44:16 — Никита Феоктистов (А. Волков, А. Китаров) |                   | Судьи: Александр Гарон Робин Шир Линейные судьи: Николя Константино Фредерик Моннайе |
| |                               |                                                                                    |                   | Судьи: Александр Гарон Робин Шир Линейные судьи: Николя Константино Фредерик Моннайе |
| |                               |                                                                                    |                   | Судьи: Александр Гарон Робин Шир Линейные судьи: Николя Константино Фредерик Моннайе |
| |                               |                                                                                    |                   | Судьи: Александр Гарон Робин Шир Линейные судьи: Николя Константино Фредерик Моннайе |
| 4 мин | Штраф                         | 10 мин                                                                             |                   | Судьи: Александр Гарон Робин Шир Линейные судьи: Николя Константино Фредерик Моннайе |
| |                               |                                                                                    |                   |                                                                                      |
| | 42                            | Броски                                                                             | 17                |                                                                                      |

| 5 мая 2019 12:30 | Словения | 9 : 0 (2:0, 4:0, 3:0) | Литва | Барыс Арена, Нур-Султан Зрителей: 361 |

| Отчёт | Отчёт                                                 | Отчёт   | Отчёт                         | Отчёт                                                                         |
| --- | ----------------------------------------------------- | ------- | ----------------------------- | ----------------------------------------------------------------------------- |
| |                                                       |         |                               |                                                                               |
| | Лука Грачнар                                          | Вратари | Мантас Армалис Лауринас Лубис | Судьи: Юрий Оскирко Марк Виганд Линейные судьи: Николя Константино Пак Чон Су |
| | Голы:                                                 |         |                               | Судьи: Юрий Оскирко Марк Виганд Линейные судьи: Николя Константино Пак Чон Су |
| Роберт Саболич — 03:54 (С. Ковачевич, А. Копитар) Ян Дрозг — 16:16 (М. Зайц, Ю. Репе) Анже Копитар — 28:16 (С. Ковачевич, Р. Саболич) Тадей Чимжар — 28:48 (М. Подлипник, А. Хебар) Боштьян Голичич — 34:47 (Я. Дрозг, М. Зайц) Кен Ограеншек — 39:29 (А. Куралт, М. Верлич) Ян Дрозг — 49:05 (М. Зайц, Б. Голичич) Александар Маговац — 55:23 (Л. Калан) Ян Дрозг — 59:01 (Л. Калан) | 1 : 0 2 : 0 3 : 0 4 : 0 5 : 0 6 : 0 7 : 0 8 : 0 9 : 0 |         |                               | Судьи: Юрий Оскирко Марк Виганд Линейные судьи: Николя Константино Пак Чон Су |
| |                                                       |         |                               | Судьи: Юрий Оскирко Марк Виганд Линейные судьи: Николя Константино Пак Чон Су |
| |                                                       |         |                               | Судьи: Юрий Оскирко Марк Виганд Линейные судьи: Николя Константино Пак Чон Су |
| |                                                       |         |                               | Судьи: Юрий Оскирко Марк Виганд Линейные судьи: Николя Константино Пак Чон Су |
| 18 мин | Штраф                                                 | 10 мин  |                               | Судьи: Юрий Оскирко Марк Виганд Линейные судьи: Николя Константино Пак Чон Су |
| |                                                       |         |                               |                                                                               |
| | 35                                                    | Броски  | 31                            |                                                                               |

| 5 мая 2019 16:00 | Беларусь | 1 : 4 (1:0, 0:1, 0:3) | Республика Корея | Барыс Арена, Нур-Султан Зрителей: 349 |

| Отчёт                            | Отчёт                       | Отчёт | Отчёт       | Отчёт                                                                                       |
| -------------------------------- | --------------------------- | --- | ----------- | ------------------------------------------------------------------------------------------- |
|                                  |                             | |             |                                                                                             |
|                                  | Дмитрий Мильчаков           | Вратари | Мэтт Далтон | Судьи: Рой Стиан Хансен Кристиан Викман Линейные судьи: Фредерик Моннайе Александр Валдейер |
|                                  | Голы:                       | |             | Судьи: Рой Стиан Хансен Кристиан Викман Линейные судьи: Фредерик Моннайе Александр Валдейер |
| Артём Демков — 02:39 (Дж. Платт) | 1 : 0 1 : 1 : 2 1 : 3 1 : 4 | 28:48 — Шин Сан Хун 49:07 — Шин Сан Хун (А. Плант, Чо Мин Хо) 56:36 — Шин Сан Хун (Ли Чон Хён) 58:47 (п.в.) — Шин Сан Хун (Чо Мин Хо) |             | Судьи: Рой Стиан Хансен Кристиан Викман Линейные судьи: Фредерик Моннайе Александр Валдейер |
|                                  |                             | |             | Судьи: Рой Стиан Хансен Кристиан Викман Линейные судьи: Фредерик Моннайе Александр Валдейер |
|                                  |                             | |             | Судьи: Рой Стиан Хансен Кристиан Викман Линейные судьи: Фредерик Моннайе Александр Валдейер |
|                                  |                             | |             | Судьи: Рой Стиан Хансен Кристиан Викман Линейные судьи: Фредерик Моннайе Александр Валдейер |
| 0 мин                            | Штраф                       | 4 мин |             | Судьи: Рой Стиан Хансен Кристиан Викман Линейные судьи: Фредерик Моннайе Александр Валдейер |
|                                  |                             | |             |                                                                                             |
|                                  | 30                          | Броски | 23          |                                                                                             |

| 5 мая 2019 19:30 | Казахстан | 3 : 1 (1:0, 0:0, 2:1) | Венгрия | Барыс Арена, Нур-Султан Зрителей: 7096 |

| Отчёт | Отчёт                   | Отчёт                              | Отчёт       | Отчёт                                                                                 |
| --- | ----------------------- | ---------------------------------- | ----------- | ------------------------------------------------------------------------------------- |
| |                         |                                    |             |                                                                                       |
| | Сергей Кудрявцев        | Вратари                            | Бенце Балиж | Судьи: Кристоффер Хольм Робин Шир Линейные судьи: Маркус Хегерстрём Тобиас Нордландер |
| | Голы:                   |                                    |             | Судьи: Кристоффер Хольм Робин Шир Линейные судьи: Маркус Хегерстрём Тобиас Нордландер |
| Никита Михайлис — 23:50 (Н. Клещенко, С. Кудрявцев) Антон Некряч — 41:52 (бол.) (Е. Рымарев, Т. Жайлауов) Евгений Рымарев — 57:15 (бол.) (Т. Жайлауов, Д. Диц) | 1 : 0 2 : 0 2 : 1 3 : 1 | 45:51 — Иштван Шофрон (Б. Шираньи) |             | Судьи: Кристоффер Хольм Робин Шир Линейные судьи: Маркус Хегерстрём Тобиас Нордландер |
| |                         |                                    |             | Судьи: Кристоффер Хольм Робин Шир Линейные судьи: Маркус Хегерстрём Тобиас Нордландер |
| |                         |                                    |             | Судьи: Кристоффер Хольм Робин Шир Линейные судьи: Маркус Хегерстрём Тобиас Нордландер |
| |                         |                                    |             | Судьи: Кристоффер Хольм Робин Шир Линейные судьи: Маркус Хегерстрём Тобиас Нордландер |
| 2 мин | Штраф                   | 8 мин                              |             | Судьи: Кристоффер Хольм Робин Шир Линейные судьи: Маркус Хегерстрём Тобиас Нордландер |
| |                         |                                    |             |                                                                                       |
| | 35                      | Броски                             | 32          |                                                                                       |

### Лучшие бомбардиры
Источник:IIHF.com Архивная копия от 5 мая 2019 на Wayback Machine
| Игрок           | И | Г | П | О | Штр | +/− |
| --------------- | - | - | - | - | --- | --- |
| Ян Дрозг        | 5 | 5 | 2 | 7 | 4   | +7  |
| Ким Сан Вук     | 5 | 4 | 3 | 7 | 0   | +3  |
| Джефф Платт     | 5 | 3 | 4 | 7 | 0   | +3  |
| Анже Копитар    | 5 | 2 | 5 | 7 | 2   | +2  |
| Шин Сан Хун     | 5 | 6 | 0 | 6 | 8   | +4  |
| Никита Михайлис | 5 | 4 | 2 | 6 | 0   | +1  |
| Артём Демков    | 5 | 3 | 2 | 5 | 0   | +3  |
| Роберт Саболич  | 5 | 3 | 2 | 5 | 4   | +2  |
| Ким Ки Сун      | 5 | 2 | 3 | 5 | 2   | +2  |
| Даррен Диц      | 5 | 1 | 4 | 5 | 2   | -4  |

Примечание: И = Количество проведённых игр; Г = Голы; П = Голевые передачи; О = Очки; Штр = Штрафное время; +/− = Плюс-минус
По данным: 

### Лучшие вратари
Источник:IIHF.com Архивная копия от 5 мая 2019 на Wayback Machine

В список включены пять лучших вратарей, сыгравших не менее 40 % от всего игрового времени своей сборной.
| М | Игрок             | В      | Бр  | ПШ | КН   | %ОБ   | И"0" |
| - | ----------------- | ------ | --- | -- | ---- | ----- | ---- |
| 1 | Лука Грачнар      | 178:47 | 83  | 3  | 1.01 | 96.51 | 2    |
| 2 | Мэтт Далтон       | 299:30 | 163 | 11 | 2.20 | 93.68 | 0    |
| 3 | Хенрик Карлссон   | 243:42 | 65  | 6  | 1.48 | 91.55 | 0    |
| 4 | Дмитрий Мильчаков | 237:47 | 78  | 8  | 2.02 | 90.70 | 0    |
| 5 | Адам Ваи          | 149:17 | 67  | 8  | 3.22 | 89.33 | 0    |

Примечание: М — Место в рейтинге; В = Количество сыгранных минут; Бр = Броски; ПШ = Пропущено шайб; КН = Коэффициент надёжности; %ОБ = Процент отражённых бросков; И"0" = «Сухие игры»

### Индивидуальные награды
Лучшие игроки:
- Вратарь: Мэтт Далтон
- Защитник: Даррен Диц
- Нападающий: Джефф Платт

Источник: IIHF.com Архивная копия от 5 мая 2019 на Wayback Machine
Сборная всех звёзд:
- Вратарь: Мэтт Далтон
- Защитники: Даррен Диц —  Леонид Метальников
- Нападающие: Никита Михайлис —  Джефф Платт —  Ким Сан Вук

Источник: IIHF.com Архивная копия от 5 мая 2019 на Wayback Machine
Самый ценный игрок (MVP):
- Никита Михайлис

## Группа В

### Судьи
В группе B первого дивизиона приняли участие 4 главных и 7 линейных судей.
| Главные судьи - Жоффрей Барсело (BARCELO Geoffrey) - Мадс Франдсен (FRANDSEN Mads) - Миклош Хасониц (HASZONITS Miklos) - Кристиян Николич (NIKOLIC Kristijan) | Линейные судьи - Джейк Дэвис (DAVIS Jake) - Йонас Мертен (MERTEN Jonas) - Иван Неделькович (NEDELJKOVIĆ Ivan) - Давид Нотеггер (NOTHEGGER David) - Тойво Тилку (TILKU Toivo) - Евгений Юдин (YUDIN Evgeni) - Гаспер Яка Жганц (ŽGANC Gasper Jaka) |

### Таблица
|  | Команда, выходящая в группу А первого дивизиона чемпионата мира 2020 года   |
|  | Команда, переходящая в группу A второго дивизиона чемпионата мира 2020 года |

| М | Сборная    | И | В | ВО | ПО | П | ШЗ | ШП | РШ  | О  |
| - | ---------- | - | - | -- | -- | - | -- | -- | --- | -- |
| 1 | Румыния    | 5 | 3 | 2  | 0  | 0 | 18 | 9  | +9  | 13 |
| 2 | Польша     | 5 | 4 | 0  | 1  | 0 | 27 | 13 | +14 | 13 |
| 3 | Япония     | 5 | 2 | 0  | 0  | 3 | 16 | 17 | -1  | 6  |
| 4 | Эстония    | 5 | 1 | 1  | 1  | 2 | 15 | 16 | -1  | 6  |
| 5 | Украина    | 5 | 1 | 0  | 1  | 3 | 17 | 20 | −3  | 4  |
| 6 | Нидерланды | 5 | 1 | 0  | 0  | 4 | 7  | 25 | −18 | 3  |

### Видео
| Видео                | Видео             | Видео                |
| -------------------- | ----------------- | -------------------- |
| Украина — Япония     | Румыния — Эстония | Нидерланды — Польша  |
| Япония — Румыния     | Польша — Украина  | Эстония — Нидерланды |
| Нидерланды — Украина | Япония — Эстония  | Польша — Румыния     |
| Япония — Нидерланды  | Украина — Румыния | Эстония — Польша     |
| Румыния — Нидерланды | Польша — Япония   | Эстония — Украина    |

### Результаты
Время местное (UTC+3).
| 28 апреля 2019 13:00 | Украина | 2 : 3 (1:2, 1:1, 0:0) | Япония | Тондираба, Таллин Зрителей: 450 |

| Отчёт | Отчёт | Отчёт  | Отчёт | Отчёт                                                         |
| ----- | ----- | ------ | ----- | ------------------------------------------------------------- |
|       |       |        |       |                                                               |
|       |       |        |       | Судья: Мадс Франдсен Линейные судьи: Тойво Тилку Евгений Юдин |
|       |       |        |       |                                                               |
|       |       |        |       |                                                               |
|       |       |        |       |                                                               |
|       |       |        |       |                                                               |
|       |       |        |       |                                                               |
| 6 мин | Штраф | 22 мин |       |                                                               |
|       |       |        |       |                                                               |
|       | 22    | Броски | 26    |                                                               |

| 28 апреля 2019 16:30 | Румыния | 4 : 3 (Б) (2:0, 0:2, 1:1, 0:0, 1:0) | Эстония | Тондираба, Таллин Зрителей: 1543 |

| Отчёт | Отчёт | Отчёт  | Отчёт | Отчёт                                                            |
| ----- | ----- | ------ | ----- | ---------------------------------------------------------------- |
|       |       |        |       |                                                                  |
|       |       |        |       | Судья: Кристиян Николич Линейные судьи: Джейк Дэвис Йонас Мертен |
|       |       |        |       |                                                                  |
|       |       |        |       |                                                                  |
|       |       |        |       |                                                                  |
|       |       |        |       |                                                                  |
|       |       |        |       |                                                                  |
| 6 мин | Штраф | 6 мин  |       |                                                                  |
|       |       |        |       |                                                                  |
|       | 30    | Броски | 39    |                                                                  |

| 28 апреля 2019 20:00 | Нидерланды | 1 : 8 (1:1, 0:2, 0:5) | Польша | Тондираба, Таллин Зрителей: 352 |

| Отчёт | Отчёт | Отчёт  | Отчёт | Отчёт                                                                   |
| ----- | ----- | ------ | ----- | ----------------------------------------------------------------------- |
|       |       |        |       |                                                                         |
|       |       |        |       | Судья: Жоффре Барсело Линейные судьи: Иван Неделькович Гаспер Яка Жганц |
|       |       |        |       |                                                                         |
|       |       |        |       |                                                                         |
|       |       |        |       |                                                                         |
|       |       |        |       |                                                                         |
|       |       |        |       |                                                                         |
| 4 мин | Штраф | 6 мин  |       |                                                                         |
|       |       |        |       |                                                                         |
|       | 7     | Броски | 61    |                                                                         |

| 29 апреля 2019 13:00 | Япония | 2 : 3 (2:0, 0:2, 0:1) | Румыния | Тондираба, Таллин Зрителей: 240 |

| Отчёт | Отчёт | Отчёт  | Отчёт | Отчёт                                                          |
| ----- | ----- | ------ | ----- | -------------------------------------------------------------- |
|       |       |        |       |                                                                |
|       |       |        |       | Судья: Миклош Хасониц Линейные судьи: Йонас Мертен Тойво Тилку |
|       |       |        |       |                                                                |
|       |       |        |       |                                                                |
|       |       |        |       |                                                                |
|       |       |        |       |                                                                |
|       |       |        |       |                                                                |
| 2 мин | Штраф | 6 мин  |       |                                                                |
|       |       |        |       |                                                                |
|       | 27    | Броски | 27    |                                                                |

| 29 апреля 2019 16:30 | Польша | 7 : 3 (2:1, 4:1, 1:1) | Украина | Тондираба, Таллин Зрителей: 579 |

| Отчёт | Отчёт | Отчёт  | Отчёт | Отчёт                                                                   |
| ----- | ----- | ------ | ----- | ----------------------------------------------------------------------- |
|       |       |        |       |                                                                         |
|       |       |        |       | Судья: Кристиян Николич Линейные судьи: Давид Нотеггер Гаспер Яка Жганц |
|       |       |        |       |                                                                         |
|       |       |        |       |                                                                         |
|       |       |        |       |                                                                         |
|       |       |        |       |                                                                         |
|       |       |        |       |                                                                         |
| 6 мин | Штраф | 10 мин |       |                                                                         |
|       |       |        |       |                                                                         |
|       | 40    | Броски | 21    |                                                                         |

| 29 апреля 2019 20:00 | Эстония | 4 : 1 (1:0, 2:1, 1:0) | Нидерланды | Тондираба, Таллин Зрителей: 1952 |

| Отчёт | Отчёт | Отчёт  | Отчёт | Отчёт                                                              |
| ----- | ----- | ------ | ----- | ------------------------------------------------------------------ |
|       |       |        |       |                                                                    |
|       |       |        |       | Судья: Мадс Франдсен Линейные судьи: Иван Неделькович Евгений Юдин |
|       |       |        |       |                                                                    |
|       |       |        |       |                                                                    |
|       |       |        |       |                                                                    |
|       |       |        |       |                                                                    |
|       |       |        |       |                                                                    |
| 6 мин | Штраф | 12 мин |       |                                                                    |
|       |       |        |       |                                                                    |
|       | 43    | Броски | 14    |                                                                    |

| 1 мая 2019 13:00 | Нидерланды | 1 : 8 (0:1, 1:4, 0:3) | Украина | Тондираба, Таллин Зрителей: 398 |

| Отчёт | Отчёт | Отчёт  | Отчёт | Отчёт                                                          |
| ----- | ----- | ------ | ----- | -------------------------------------------------------------- |
|       |       |        |       |                                                                |
|       |       |        |       | Судья: Миклош Хасониц Линейные судьи: Джейк Дэвис Евгений Юдин |
|       |       |        |       |                                                                |
|       |       |        |       |                                                                |
|       |       |        |       |                                                                |
|       |       |        |       |                                                                |
|       |       |        |       |                                                                |
| 8 мин | Штраф | 2 мин  |       |                                                                |
|       |       |        |       |                                                                |
|       | 10    | Броски | 48    |                                                                |

| 1 мая 2019 16:30 | Япония | 5 : 2 (4:1, 0:0, 1:1) | Эстония | Тондираба, Таллин Зрителей: 2235 |

| Отчёт | Отчёт | Отчёт  | Отчёт | Отчёт                                                               |
| ----- | ----- | ------ | ----- | ------------------------------------------------------------------- |
|       |       |        |       |                                                                     |
|       |       |        |       | Судья: Жоффре Барсело Линейные судьи: Йонас Мертен Гаспер Яка Жганц |
|       |       |        |       |                                                                     |
|       |       |        |       |                                                                     |
|       |       |        |       |                                                                     |
|       |       |        |       |                                                                     |
|       |       |        |       |                                                                     |
| 8 мин | Штраф | 14 мин |       |                                                                     |
|       |       |        |       |                                                                     |
|       | 34    | Броски | 23    |                                                                     |

| 1 мая 2019 20:00 | Польша | 2 : 3 (ОТ) (0:1, 0:0, 2:1, 0:1) | Румыния | Тондираба, Таллин Зрителей: 387 |

| Отчёт | Отчёт | Отчёт  | Отчёт | Отчёт                                                           |
| ----- | ----- | ------ | ----- | --------------------------------------------------------------- |
|       |       |        |       |                                                                 |
|       |       |        |       | Судья: Мадс Франдсен Линейные судьи: Давид Нотеггер Тойво Тилку |
|       |       |        |       |                                                                 |
|       |       |        |       |                                                                 |
|       |       |        |       |                                                                 |
|       |       |        |       |                                                                 |
|       |       |        |       |                                                                 |
| 6 мин | Штраф | 8 мин  |       |                                                                 |
|       |       |        |       |                                                                 |
|       | 38    | Броски | 23    |                                                                 |

| 2 мая 2019 13:00 | Япония | 2 : 3 (0:1, 0:1, 2:1) | Нидерланды | Тондираба, Таллин Зрителей: 238 |

| Отчёт | Отчёт | Отчёт  | Отчёт | Отчёт                                                                 |
| ----- | ----- | ------ | ----- | --------------------------------------------------------------------- |
|       |       |        |       |                                                                       |
|       |       |        |       | Судья: Миклош Хасониц Линейные судьи: Иван Неделькович Давид Нотеггер |
|       |       |        |       |                                                                       |
|       |       |        |       |                                                                       |
|       |       |        |       |                                                                       |
|       |       |        |       |                                                                       |
|       |       |        |       |                                                                       |
| 8 мин | Штраф | 8 мин  |       |                                                                       |
|       |       |        |       |                                                                       |
|       | 43    | Броски | 24    |                                                                       |

| 2 мая 2019 16:30 | Украина | 1 : 5 (0:2, 1:1, 0:2) | Румыния | Тондираба, Таллин Зрителей: 450 |

| Отчёт | Отчёт | Отчёт  | Отчёт | Отчёт                                                            |
| ----- | ----- | ------ | ----- | ---------------------------------------------------------------- |
|       |       |        |       |                                                                  |
|       |       |        |       | Судья: Кристиян Николич Линейные судьи: Тойво Тилку Евгений Юдин |
|       |       |        |       |                                                                  |
|       |       |        |       |                                                                  |
|       |       |        |       |                                                                  |
|       |       |        |       |                                                                  |
|       |       |        |       |                                                                  |
| 6 мин | Штраф | 6 мин  |       |                                                                  |
|       |       |        |       |                                                                  |
|       | 31    | Броски | 20    |                                                                  |

| 2 мая 2019 20:00 | Эстония | 2 : 3 (0:1, 0:0, 2:2) | Польша | Тондираба, Таллин Зрителей: 2150 |

| Отчёт | Отчёт | Отчёт  | Отчёт | Отчёт                                                              |
| ----- | ----- | ------ | ----- | ------------------------------------------------------------------ |
|       |       |        |       |                                                                    |
|       |       |        |       | Судья: Жоффре Барсело Линейные судьи: Джейк Дэвис Гаспер Яка Жганц |
|       |       |        |       |                                                                    |
|       |       |        |       |                                                                    |
|       |       |        |       |                                                                    |
|       |       |        |       |                                                                    |
|       |       |        |       |                                                                    |
| 8 мин | Штраф | 16 мин |       |                                                                    |
|       |       |        |       |                                                                    |
|       | 33    | Броски | 33    |                                                                    |

| 4 мая 2019 13:00 | Румыния | 3 : 1 (1:0, 1:1, 1:0) | Нидерланды | Тондираба, Таллин Зрителей: 431 |

| Отчёт  | Отчёт | Отчёт  | Отчёт | Отчёт                                                               |
| ------ | ----- | ------ | ----- | ------------------------------------------------------------------- |
|        |       |        |       |                                                                     |
|        |       |        |       | Судья: Жоффре Барсело Линейные судьи: Йонас Мертен Иван Неделькович |
|        |       |        |       |                                                                     |
|        |       |        |       |                                                                     |
|        |       |        |       |                                                                     |
|        |       |        |       |                                                                     |
|        |       |        |       |                                                                     |
| 10 мин | Штраф | 22 мин |       |                                                                     |
|        |       |        |       |                                                                     |
|        | 32    | Броски | 15    |                                                                     |

| 4 мая 2019 | Польша | 7 : 4 (1:1, 4:0, 2:3) | Япония | Тондираба, Таллин Зрителей: 842 |

| Отчёт  | Отчёт | Отчёт  | Отчёт | Отчёт                                                            |
| ------ | ----- | ------ | ----- | ---------------------------------------------------------------- |
|        |       |        |       |                                                                  |
|        |       |        |       | Судья: Кристиян Николич Линейные судьи: Джейк Дэвис Евгений Юдин |
|        |       |        |       |                                                                  |
|        |       |        |       |                                                                  |
|        |       |        |       |                                                                  |
|        |       |        |       |                                                                  |
|        |       |        |       |                                                                  |
| 10 мин | Штраф | 8 мин  |       |                                                                  |
|        |       |        |       |                                                                  |
|        | 37    | Броски | 25    |                                                                  |

| 4 мая 2019 20:00 | Эстония | 4 : 3 (ОТ) (1:3, 1:0, 1:0, 1:0) | Украина | Тондираба, Таллин Зрителей: 3927 |

| Отчёт | Отчёт | Отчёт  | Отчёт | Отчёт                                                                |
| ----- | ----- | ------ | ----- | -------------------------------------------------------------------- |
|       |       |        |       |                                                                      |
|       |       |        |       | Судья: Мадс Франдсен Линейные судьи: Давид Нотеггер Гаспер Яка Жганц |
|       |       |        |       |                                                                      |
|       |       |        |       |                                                                      |
|       |       |        |       |                                                                      |
|       |       |        |       |                                                                      |
|       |       |        |       |                                                                      |
| 2 мин | Штраф | 18 мин |       |                                                                      |
|       |       |        |       |                                                                      |
|       | 38    | Броски | 17    |                                                                      |